# 訃報 2000年
訃報 2000年（ふほう 2000ねん）は、2000年（平成12年）中に物故した人物をまとめたものである。詳細は月別訃報記事を参照のこと。

## 月別の訃報記事一覧
- 訃報 2000年1月
- 訃報 2000年2月
- 訃報 2000年3月
- 訃報 2000年4月
- 訃報 2000年5月
- 訃報 2000年6月
- 訃報 2000年7月
- 訃報 2000年8月
- 訃報 2000年9月
- 訃報 2000年10月
- 訃報 2000年11月
- 訃報 2000年12月

## 関連書籍
- 『現代物故者事典（2000 - 2002）』日外アソシエーツ、2003年3月25日。ISBN 978-4-8169-1769-1。